# Romanii de Sus, Vâlcea
Romanii de Sus este un sat ce aparține orașului Horezu din județul Vâlcea, Oltenia, România.

 Acest articol despre o localitate din județul Vâlcea este deocamdată un ciot. Puteți ajuta Wikipedia prin completarea lui.